# Lipsothrix tokunagai
Lipsothrix tokunagai är en tvåvingeart som beskrevs av Alexander 1933. Lipsothrix tokunagai ingår i släktet Lipsothrix och familjen småharkrankar. Inga underarter finns listade i Catalogue of Life.